# Alibay Shukurov
Alibay Shukurov (Bakoe, 2 mei 1977) is een  Azerbeidzjaans middellangeafstandsloper, die is gespecialiseerd in de 800 m. Eenmaal nam hij deel aan de Olympische Spelen, maar bleef medailleloos.

## Loopbaan
Shukurov nam in 2002 deel aan de Europese kampioenschappen in München. Met een tijd van 1.49,27 geraakte hij niet door de kwalificaties.
Twee jaar later op de Olympische Spelen van 2004 in Athene strandde Shukurov opnieuw in de kwalificaties van de 800 m. Met een tijd van 1.51,11 eindigde hij als zevende in zijn reeks.
Ook heeft Shukurov in 1999 en 2003 meegedaan aan de wereldkampioenschappen veldlopen. Hij eindigde daar met een respectievelijke 117e en 100e plaats in de achterste regionen.

## Persoonlijke records
Outdoor
| Onderdeel | Prestatie           | Datum           | Plaats    |
| --------- | ------------------- | --------------- | --------- |
| 400 m     | 48,34               | 9 augustus 2003 | Ankara    |
| 800 m     | 1.46,64 (nat. rec.) | 3 juli 2004     | Bakoe     |
| 1000 m    | 2.22,19             | 8 juni 2002     | Istanboel |
| 1500 m    | 3.48,83             | 18 mei 2002     | Tunis     |

Indoor
| Onderdeel | Prestatie | Datum            | Plaats |
| --------- | --------- | ---------------- | ------ |
| 800 m     | 1.50,12   | 17 februari 2004 | Moskou |